# 1139

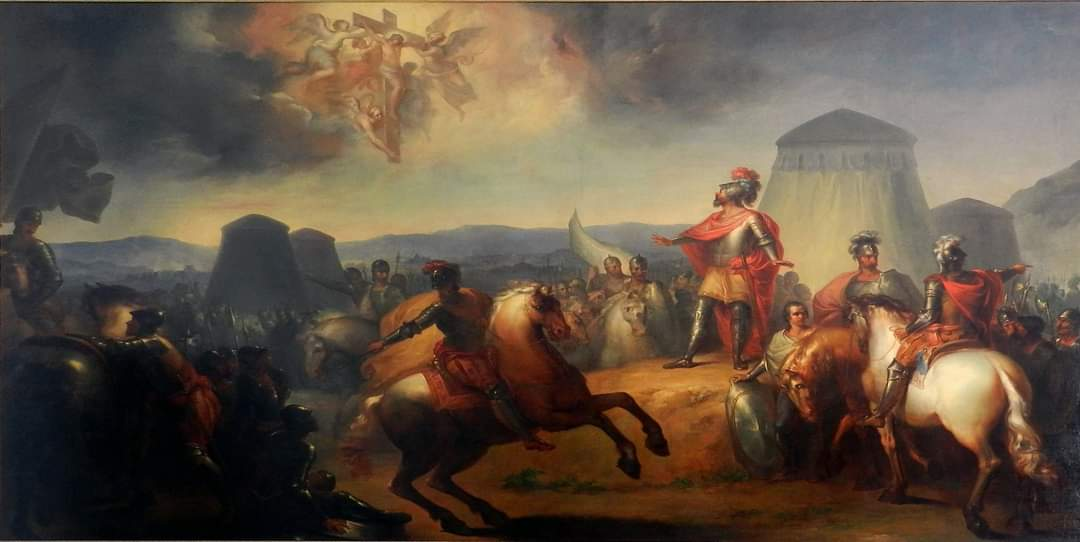
Slag bij Ourique

Het jaar 1139 is het 39e jaar in de 12e eeuw volgens de christelijke jaartelling.

## Gebeurtenissen
- 25 juli - Slag bij Ourique: Portugal onder graaf Alfons I verslaat de Almoraviden.
  - 26 juli - Alfons I wordt uitgeroepen tot koning en verklaart daarmee zijn land onafhankelijk van Castilië-Leon. (vermoedelijke datum)
- Mathilde, de dochter van Hendrik I, trekt op tegen koning Stefanus van Engeland. Begin van de burgeroorlog die bekendstaat als de Anarchie.
- 12 november - Slag bij Hvaler: Inge I en Sigurd II verslaan Sigurd Slembe en Magnus IV in de strijd om het koningschap over Noorwegen. Magnus IV sneuvelt, Sigurd Slembe wordt gedood.
- Zengi verovert Baalbek en belegert nogmaals Damascus.
- Tweede Lateraans Concilie: De aanhangers van tegenpaus Anacletus II verliezen hun kerkelijke posities. De leren van Petrus van Bruys en Hendrik van Lausanne worden verworpen. De regelingen betreffende het celibaat worden bevestigd.
- Verdrag van Mignano: Paus Innocentius II erkent Rogier II als koning van Sicilië.
- Hendrik de Trotse weet hertogdom Saksen terug te veroveren. Hij bereidt een veldtocht voor om Beieren terug te veroveren als hij overlijdt.
- 29 maart - paus Innocentius II vaardigt de bul Omne datum optimum uit, waarin de Orde van Tempeliers diverse voorrechten krijgt.
- Na het overlijden van Walram II van Limburg bestrijden zijn zoon Hendrik II en Godfried II van Leuven elkaar het markgraafschap Antwerpen. Godfried verslaat Hendrik en verovert naast Antwerpen ook het hertogdom Neder-Lotharingen. Hendrik blijft zich echter hertog noemen.
- Begin van de Grimbergse Oorlogen, een strijd tussen de graven van Leuven en het geslacht Berthout.
- 29 juni - Koning Koenraad III schenkt de Maasbrug in Maastricht aan het kapittel van Sint-Servaas op voorwaarde dat de tolgelden zullen worden gebruikt voor het onderhoud.
- Hendrik van Schotland trouwt met Ada van Warenne.
- Diederik van de Elzas trouwt met Sybille van Anjou.
- Godfried II van Leuven trouwt met Lutgardis van Sulzbach.
- Voor het eerst genoemd: Achel, Beilen, Dinther, Eelde, Emmen, Gussenhoven, Landen, Linkhout, Londerzeel, Masbourg, Mechelen-Bovelingen, Montenaken, Mont-Gauthier, Neerhespen, Neerlinter, Niel-bij-Sint-Truiden, Nieuwerkerken, Noduwez, Orsmaal, Overhespen, Poeke, Ruinen, Waanrode, Walsbets, Wilderen, Wommersom, Zell am Harmersbach

## Opvolging
- patriarch van Antiochië (Latijns) - Ralphus van Domfront opgevolgd door Aimerius van Limoges
- Antwerpen - Godfried I van Leuven opgevolgd door Walram II van Limburg, op zijn beurt opgevolgd door Godfrieds zoon Godfried II
- Brabant en Leuven - Godfried I opgevolgd door zijn zoon Godfried II
- Limburg - Walram II opgevolgd door zijn zoon Hendrik II
- Loon - Arnold II opgevolgd door zijn zoon Lodewijk I
- Namen - Godfried opgevolgd door zijn zoon Hendrik I
- Thouars - Amalrik VI opgevolgd door zijn neef Willem I
- Utrecht - Andries van Cuijk opgevolgd door Hartbert van Bierum

## Geboren
- 16 juni - Konoe, keizer van Japan (1142-1155)
- Agnes II van Meissen, Duits abdis
- Burchard IV, graaf van Vendôme (jaartal bij benadering)

## Overleden
- 25 januari - Godfried I (~75), hertog van Neder-Lotharingen en Brabant
- 11 april - Arnold II, graaf van Loon (of 1138)
- 23 juni - Andries van Cuijk, bisschop van Utrecht
- 30 juni - Otto van Bamberg (~78), bisschop van Bamberg en missionaris
- 16 juli - Walram II (~54), hertog van Limburg
- 19 augustus - Godfried (~72), graaf van Namen
- 20 oktober - Hendrik de Trotse (~31), hertog van Beieren en Saksen
- 12 november - Magnus IV, koning van Noorwegen (1130-1135, 1137-1139)
- Amalrik VI, burggraaf van Thouars
- Sigurd Slembe, Noors troonpretendent